# Atractaspis duerdeni
Atractaspis duerdeni (engelska: Duerden's burrowing asp), är en ormart inom familjen stilettormar och tillhör släktet jordhuggormar.

## Kännetecken
Ormen är milt till medelstarkt giftig. Jordhuggormar har en speciell utfällbar huggtand och ska därför inte hållas bakom huvudet, vilket ingen orm bör göras på grund av att de då kan bli skadade.
Ormen blir vanligen omkring 30–40 centimeter lång, som högst 55 centimeter. Färgen på kroppen är jämnt grå eller svart på översidan och övergår i vitt ner på magen eller på sidorna. Huvudet är litet, kort och koniskt format. Ögonen är små med runda pupiller. Fjällen på kroppen är släta. Svansen är kort och slutar tvärt till en tagg. Taggen är ofarlig. 

## Utbredning
Arten förekommer i Namibia, sydöstra Botswana, nordöstra Sydafrika (Transvaal), typisk terräng som runt om i området Serowe, Botswana.

## Ormens gift och fara för människor
Atractaspis duerdeni har stora giftkörtlar och arten har troligen samma styrka på giftet som Bibrions jordhuggorm, men den är mindre aggressiv. Den är en tillbakadragen art och föredrar att dra sig undan hellre än att stanna kvar och försvara sig.

## Levnadssätt
Ormen lever i sandiga miljöer, torra törnbuskar eller acaciaträd, savanner och gräsmarker, på båda sidorna av Kalahari öknen. Isolerade populationer tros finnas i centrala Nambia och sydöstra Botswana i Karoo. 
Ormen är grävande och nattaktiv och ses oftast på natten, speciellt efter kraftig nederbörd. Många ormar har hittats på vägar på nätterna. När ormen blir störd kan den dra ihop sig i små täta ringar eller böja huvudet i en båge med huvudet pekandes ner i marken där den försöker gräva ner sig.  
Födan består av andra marklevande reptiler, groddjur och mindre gnagare. Ormen hugger sitt byte bakåt eller i sidled med stängd mun, bara en huggtand sticker ut och ormen hugger ofta flera gånger. 
Fortplantningen är okänd men förmodligen ovipar som hos de andra arterna i släktet. 